# Флаг Монголии
Флаг Монголии (монг. Монгол улсын төрийн далбаа) — государственный символ Монголии. Принят 12 февраля 1992 года. 22 февраля 2012 года вступил в действие стандарт Монголии MNS 6262:2011, уточнивший цвета и рисунок флага.

## Цвета флага
| Формат | Синий      | Красный     | Жёлтый     |
| ------ | ---------- | ----------- | ---------- |
| RGB    | 0-102-255  | 230-0-25    | 255-217-0  |
| HTML   | #0066FF    | #E60019     | #FFD900    |
| CMYK   | 100-60-0-0 | 10-100-90-0 | 0-15-100-0 |

## Описание флага
Три равновеликие вертикальные полосы красного, синего и красного цвета. В центре красной полосы, примыкающей к древку, изображён государственный символ «Соёмбо» жёлтого цвета. Голубой цвет флага Монголии — цвет безоблачного неба страны. Красный — цвет огня, пламени костров в степи, напоминающий о победе национально-освободительной революции в 1921 году. На красной полосе у древка расположена золотая идеограмма, в верхней части которой находится символ «соёмбо» — солнце, луна и особый знак «анусвара» — точка, из которой, согласно буддийскому учению, начала своё развитие вселенная. Три языка пламени, венчающие «анусвару», олицетворяют прошлое, настоящее и будущее.

## Исторические флаги
Флаг образца 1949—1992 года отличался пятиконечной звездой, которая стояла над соёмбо, трактовалась как Полярная звезда и символизировала социалистическую ориентацию. Кроме того, синее поле было окрашено в менее интенсивный цвет.
Флаг образца 1924—1940 годов состоял из красного полотнища с синим соёмбо по центру. Соёмбо было воздвигнуто на постамент из лепестков лотоса, принятый для изваяний буддизма, таким образом подчёркивая священный статус и совершенство монгольского государства.
Флаг образца 1921—1924 годов состоял из красного полотнища с солнцем и луной, которые трактуются как небесные родители, но также являются частью индо-буддийского культурно-религиозного наследия.
Согласно постановлению правительства МНР от 1945 года «О государственном флаге Монгольской Народной Республики», было сказано что флаг 1940—1945 годов уже устарел, через месяц состоялись выборы на официальный флаг МНР. Победителем стал флаг с соёмбо, в левом нижнем углу, и со звездой в левом верхнем углу. Спустя несколько дней этот флаг подняли над зданием монгольского хурала, и его признали официальным, а спустя день этот флаг начали использовать на монгольских юртах, резиденциях, и на собраниях монгольской республиканской партии. Автором флага был студент из Эрдэнэта, спустя некоторое время этот флаг стали знать и узнавать в СССР, и в Европе.
В 1992—2011 годах флаг имел следующие цвета:
| Формат | Красный   | Синий      | Жёлтый     |
| ------ | --------- | ---------- | ---------- |
| RGB    | 220-23-28 | 71-174-207 | 251-234-15 |
| HTML   | #DC171C   | #47AECF    | #FBEA0F    |

- Флаг монгольской теократической монархии 1912—1921
- Флаг Монголии периода ограниченной монархии 1921-1924
- Флаг Монгольской Народной Республики 1924—1940
- Флаг Монгольской Народной Республики 1940—1945
- Флаг Монгольской Народной Республики 1944—1992
- Флаг Монголии 1992—2011